# Rundeck
Rundeck es una herramienta de automatización, de código abierto para uso en centros de datos o en la nube. Rundeck fue lanzado bajo la licencia de software Apache 2.0 y está basado en Java y Grails 3. Rundeck presenta una interfaz web que facilita la configuración, el monitoreo y el control de los trabajos. Rundeck puede realizar tareas como reiniciar un servidor de aplicaciones o integrar pruebas de humo. Además de la programación automática, con Rundeck también se puede realizar control manual.

## Enlaces
- John Becker: Introduction to Rundeck for Secure Script Executions Certificación de aseguramiento de información global
- Sitio del desarrollador
- Documentación
- Rundeck Archivado el 5 de diciembre de 2022 en Wayback Machine. en dzone.com
- Rundeck en devops.com